# Bengeo
Bengeo – wieś w Anglii, w hrabstwie Hertfordshire, w dystrykcie East Hertfordshire. Leży 2 km na północ od miasta Hertford i 34 km na północ od centrum Londynu.